# Tetranychus robustus
Tetranychus robustus är en spindeldjursart som beskrevs av Fabiola Feres och Flechtmann 1986. Tetranychus robustus ingår i släktet Tetranychus och familjen Tetranychidae. Inga underarter finns listade i Catalogue of Life.